# Tirora
Tirora là một thành phố và là nơi đặt hội đồng đô thị (municipal council) của quận Gondiya thuộc bang Maharashtra, Ấn Độ.

## Nhân khẩu
Theo điều tra dân số năm 2001 của Ấn Độ, Tirora có dân số 22.527 người. Phái nam chiếm 50% tổng số dân và phái nữ chiếm 50%. Tirora có tỷ lệ 75% biết đọc biết viết, cao hơn tỷ lệ trung bình toàn quốc là 59,5%: tỷ lệ cho phái nam là 83%, và tỷ lệ cho phái nữ là 67%. Tại Tirora, 12% dân số nhỏ hơn 6 tuổi.